# Molières 2004
La 18e Nuit des Molières devait se dérouler le 19 avril 2004 au théâtre des Champs-Élysées, et être une nouvelle fois présidée et animée par Jean Piat.
Pour la première fois de son histoire, la cérémonie n'est pas retransmise en direct à la télévision à la suite d'un désaccord entre les organisateurs et le metteur en scène Jean-Michel Ribes qui était prévu pour la soirée.
En raison d'une intervention des intermittents du spectacle en grève pour le maintien de leur statut social, la cérémonie est réduite à une remise à la sauvette des récompenses.

## Molière du comédien
- Dominique Pinon dans L'Hiver sous la table 
  - Sami Frey dans Je me souviens
  - Éric Métayer dans Des cailloux plein les poches
  - Christian Pereira dans Des cailloux plein les poches
  - Francis Perrin dans Signé Dumas

## Molière de la comédienne
- Isabelle Carré dans L'Hiver sous la table 
  - Micheline Dax dans Miss Daisy et son chauffeur
  - Isabelle Gélinas dans L'amour est enfant de salaud
  - Chantal Neuwirth dans Portrait de famille
  - Catherine Rich dans Sénateur Fox

## Molière du comédien dans un second rôle
- Thierry Frémont dans Signé Dumas 
  - Philippe Khorsand dans L'Invité
  - Roland Marchisio dans Portrait de famille
  - Jean-Michel Martial dans Miss Daisy et son chauffeur
  - Chick Ortega dans L'amour est enfant de salaud

## Molière de la comédienne dans un second rôle
- Martine Sarcey dans L'Inscription 
  - Evelyne Buyle dans L'Invité
  - Guilaine Londez dans L'Hiver sous la table
  - Lysiane Meis dans L'amour est enfant de salaud
  - Dominique Reymond dans Une pièce espagnole

## Molière de la révélation théâtrale masculine
- Xavier Gallais dans Roberto Zucco 
  - Grégori Baquet dans La Belle Mémoire
  - Loïc Corbery dans Le Jour du destin
  - Éric Verdin dans Portrait de famille
  - Aurélien Wiik dans Les Amazones

## Molière de la révélation théâtrale féminine
- Marie Vincent dans ...Comme en 14 !  (pièce écrite par Dany Laurent)
  - Laura Benson dans George, une vie de chat
  - Léa Drucker dans 84 Charing Cross Road
  - Alexandra Lamy dans Théorbe
  - Cendrine Orcier dans La Femme vindicative

## Molière du théâtre privé
- L'Hiver sous la table au théâtre de l'Atelier
  - L'amour est enfant de salaud au théâtre Tristan-Bernard
  - Des cailloux plein les poches au théâtre La Bruyère
  - 84, Charing Cross Road au théâtre de l'Atelier
  - Signé Dumas au théâtre Marigny, salle Popesco

## Molière du théâtre public
- ...Comme en 14 ! au théâtre 13 / Pépinière Opéra (Paris)
  - Le Dernier Caravansérail (Odyssées) au théâtre du Soleil (Paris)
  - Les Fables de La Fontaine à la Comédie-Française
  - La Forêt d'Alexandre Ostrovski à la Comédie-Française
  - Le Jugement dernier à l'Odéon-théâtre de l'Europe Ateliers Berthier

## Molière de l'auteur francophone vivant
- Denise Bonal pour Portrait de famille 
  - Cyril Gély et Éric Rouquette pour Signé Dumas
  - Dany Laurent, pour ...Comme en 14 !
  - David Pharao, pour L'Invité
  - Gérald Sibleyras pour L'Inscription

## Molière du metteur en scène
- Zabou Breitman pour L'Hiver sous la table 
  - Stéphan Meldegg pour Des cailloux plein les poches
  - José Paul pour L'amour est enfant de salaud
  - Yves Pignot pour ...Comme en 14 !
  - Jean-Luc Tardieu pour Signé Dumas

## Molière de l'adaptateur d'une pièce étrangère
- Michel Blanc pour L'amour est enfant de salaud 
  - Sébastien Azzopardi pour Devinez qui ?
  - Richard Berry pour Café chinois
  - Attica Guedj et Stéphan Meldegg pour Des cailloux plein les poches

## Meilleur spectacle de création française
- ...Comme en 14 !, théâtre 13 / Pépinière Opéra
  - La Belle Mémoire, théâtre Hébertot
  - L'Inscription, Petit Montparnasse
  - L'Invité, théâtre Édouard-VII / théâtre des Mathurins
  - Signé Dumas, théâtre Marigny, salle Popesco

## Meilleur spectacle de divertissement
- L'amour est enfant de salaud, théâtre Tristan-Bernard
  - Chicago, Casino de Paris
  - Créatures, Vingtième théâtre
  - La Framboise frivole, Pompose, Pépinière Opéra
  - Laurent Gerra, Palais des sports

## Meilleur spectacle de théâtre en région
- L'Opéra de quat'sous au TNP Villeurbanne

- - Dom Juan ou le Festin de Pierre au théâtre national de Nice
  - Italienne scène et orchestre au théâtre national de Bretagne (Rennes)
  - Ma vie de Chandelle à la Comédie de Reims
  - Max Gericke ou pareille au même au théâtre du Point du Jour (Lyon)
  - Le Misanthrope au théâtre national de Strasbourg

## Molière du décorateur scénographe
- Jacques Gabel pour L'Hiver sous la table 
  - Guy-Claude François pour La Belle Mémoire
  - Édouard Laug pour L'amour est enfant de salaud
  - Nicolas Sire pour Devinez qui ?

## Molière du créateur de costumes
- Moidele Bickel pour Les Fables de La Fontaine 
  - Pascale Bordet pour Créatures
  - Nathalie Lecoultre pour L'Hiver sous la table
  - Bernadette Villard pour Signé Dumas

## Molière du créateur de lumières
- André Diot pour L'Hiver sous la table

- - Laurent Béal pour L'amour est enfant de salaud
  - Laurent Castaingt pour Devinez qui ?
  - Robert Wilson pour les Fables de La Fontaine

## Déroulement de la soirée
Cette 18e Nuit des Molières a été dominée par L'Hiver sous la table qui gagne 6 Molières : Meilleur comédien et Meilleure comédienne, Meilleure mise en scène, Meilleur spectacle de théâtre privé, Meilleur décorateur scénographe et Meilleur créateur de lumières. Un record absolu, le spectacle ayant reçu le plus de récompenses par le passé étant Une bête sur la lune en 2001 (5 trophées).